# Stefan Krauße
Stefan Krauße (ur. 17 września 1967 w Ilmenau) – niemiecki saneczkarz reprezentujący NRD, wielokrotny medalista igrzysk olimpijskich, mistrzostw świata i Europy oraz trzykrotny zwycięzca Pucharu Świata.

## Kariera
Pierwszy sukces odniósł w 1988 roku, kiedy w parze z Janem Behrendtem zdobył srebrny medal w dwójkach na igrzyskach olimpijskich w Calgary. Na rozgrywanych cztery lata później igrzyskach w Albertville, już w barwach zjednoczonych Niemiec, wywalczyli złoty medal. Następnie zajęli trzecie miejsce podczas igrzysk w Lillehammer w 1994 roku oraz zwyciężyli na igrzyskach olimpijskich w Nagano w 1998 roku. W tym samym składzie Niemcy zdobyli też złote medale na mistrzostwach świata w Winterbergu (1989), mistrzostwach świata w Winterbergu (1991), mistrzostwach świata w Calgary (1993) i mistrzostwach świata w Lillehammer (1995) oraz srebrny podczas mistrzostw świata w Innsbrucku (1997). Ponadto Krauße zdobył też złote medale w konkurencji drużynowej na MŚ 1991, MŚ 1993 i MŚ 1995 oraz srebrne na MŚ 1989, MŚ 1996 i MŚ 1997.
Jest również czterokrotnym mistrzem kontynentu, złote medale zdobył w dwójkach  i zawodach drużynowych na mistrzostwach Europy w Siguldzie (1996) oraz w tych samych konkurencjach na mistrzostwach Europy w Oberhofie (1998). Oprócz tego zdobył również dwa medale brązowe w dwójkach podczas mistrzostw Europy w Innsbrucku (1990) oraz mistrzostw Europy w Winterbergu (1992). W Pucharze Świata siedmiokrotnie zajmował miejsce na podium klasyfikacji generalnej, zdobywając Kryształową Kulę w sezonach 1993/1994, 1994/1995 i 1995/1996. Był też drugi w sezonach 1988/1989 i 1990/1991 oraz trzeci w sezonach 1991/1992 i 1992/1993.
W 1998 roku zakończył karierę.

## Osiągnięcia

### Igrzyska olimpijskie
| Rok  | Miejsce     | Dwójki |
| ---- | ----------- | ------ |
| 1988 | Calgary     | 2.     |
| 1992 | Albertville | 1.     |
| 1994 | Lillehammer | 3.     |
| 1998 | Nagano      | 1.     |

### Puchar Świata

#### Miejsca na podium w klasyfikacji generalnej
| Sezon     | Miejsce |
| --------- | ------- |
| 1988/1989 | 2.      |
| 1990/1991 | 2.      |
| 1991/1992 | 3.      |
| 1992/1993 | 3.      |
| 1993/1994 | 1.      |
| 1994/1995 | 1.      |
| 1995/1996 | 1.      |